# دانشگاه چانگشا
دانشگاه چانگشا (CCSU؛ چینی ساده‌شده: 长沙学院; چینی سنتی: 长沙學院; پین‌یین: Chángshā Dàxué) در چانگشا، هونان، در جنوب چین واقع شده‌است. این دانشگاه در سال 1970 تأسیس شد و از کالج جوان به یک کالج مقطع کارشناسی در سال 2004 ارتقا یافت در سال 2021 دانشگاه چانگشا در رتبه 776 جهان قرار گرفت . رتبه‌بندی بهترین دانشگاه‌های چین که به عنوان " رتبه بندی شانگهای " نیز شناخته می‌شود، این دانشگاه را در رتبه 360 چین قرار داده‌است.